# Propebela exquisita
Propebela exquisita é uma espécie de gastrópode do gênero Propebela, pertencente a família Mangeliidae.